# Do tuần
Do tuần (chữ Hán: 由旬) hay do diên (chữ Hán: 由延), nguyên ngữ là Yojana (tiếng Phạn: योजन) là một đơn vị đo chiều dài của Ấn Độ cổ đại.
Hiện nay có nhiều thuyết khác nhau về độ dài tiêu chuẩn của một do tuần đối chiếu với đơn vị đo lường hiện đại. Theo sách Đại Đường
Tây Vực ký, phần Cựu truyện nhất, thì một do tuần bằng khoảng 40 lý.
Thông thường, một do tuần được cho là tương đương với 9.216 m ngày nay. Theo hai học giả hiện đại Fleet và Vost, thì một do tuần bằng 19,5 km. Có những cách tính khác: một do tuần bằng 14,6 km, 16 km, bằng 7,3 km (sách Phật giáo) v.v... Như vậy, cho đến nay, người ta vẫn chưa nhất trí về chiều dài của một do tuần đích xác là bao nhiêu.
Theo kinh Tương Ưng Bộ, quyển 1 (VIII. Sông Hằng Tập, Đại 2, 232) (Biệt Tập 16.10, Đại 2, 387b) (A. Iì, 183)), một do-tuần được xem bằng 1455/500 = 2.91 lý. Theo đó, 1 do-tuần ~ 4,68 km.